# Yang Fangxu
Yang Fangxu (chinesisch 杨方旭, Pinyin Yáng Fāngxù; * 6. Oktober 1994 in Weifang, Provinz Shandong) ist eine chinesische Volleyballspielerin.
Yang Fangxu spielte in der chinesischen Nationalmannschaft und wurde 2014 in Italien Vizeweltmeisterin. Zwei Jahre später gewann sie bei den Olympischen Spielen 2016 in Rio de Janeiro die Goldmedaille. 2018 gewann sie mit der Nationalmannschaft bei der Nations League und bei der Weltmeisterschaft in Japan Bronze sowie den Asien-Pokal.
2019 wurde Yang Fangxu von der chinesischen Anti-Doping-Agentur wegen Doping rückwirkend von August 2018 bis August 2022 für vier Jahre gesperrt.